# Яноушек, Антонин
Антонин Яноушек (чеш. Antonín Janoušek; 22 августа 1877, Нимбурк, Чехия — 30 марта 1941) — деятель чехословацкого и мирового рабочего движения.

## Биография
Яноушек работал машинным монтёром. В 1895 году он вступил в Чехославянскую социал-демократическую рабочую партию. 
С 1906 года Яноушек работал журналистом и был рабочим-активистом.
С 1918 года жил в Будапеште, активно участвуя в местном революционном процессе. 
В 1919 году Яноушек возглавил чехословацкую секцию при ЦК Венгерской коммунистической партии. C 20 июня по 7 июля 1919 года — председатель Революционного правительственного совета недолго существовавшей Словацкой советской республики.
В августе 1919 года, после падения Советской власти в Венгрии и установления правой диктатуры Миклоша Хорти был заключён в тюрьму, однако в 1920 году передан чехословацким властям. В том же году принял участие в президентских выборах, проходивших в парламенте, где выставил свою кандидатуру против Томаша Масарика, но получил лишь 2 депутатских голоса.
В 1921 году пытался нелегально перебраться в Советский Союз, но был задержан и обвинён в государственной измене. 
В 1922 году уехал в СССР. Яноушек стал представителем Чувашской автономной области в Межрабпоме, занимался помощью голодающим Чувашии. Основал детский дом имени В. И. Ленина в Чебоксарах. Сын Антонина Ярослав Яноушек служил в НКВД СССР и чехословацкой госбезопасности. Отто Яноушек был полковником Советской армии и после отставки проживал в Кишинёве.

## Семья
У Антонина Яноушека было четверо детей: дочери Октава и Квета, сыновья Ярослав и Отто.

## Память
Именем Яноушека названа улица в городе Чебоксары.